# Lav kogleaks
Lav kogleaks (Eleocharis parvula) eller Lav sumpstrå er et 1-6 cm højt halvgræs, der i Danmark vokser ved lavvandede fjorde eller bugter, hvor den forekommer i områder med brakt eller næsten ferskt vand. Den findes i to former – en sumpform og en vandform. Lav kogleaks ligner Nåle-Sumpstrå (se nedenfor).

## Beskrivelse
Lav kogleaks er en meget lille, 1-6 cm høj plante med rette, eller oftere udadkrummede skud (især vandformen), som har udløbere, der særlig om efteråret i spidsen bærer små, løgformede vinterknopper. Vandformen, der vokser på dybere vand, er steril, mens sumpformen, der vokser på helt lavt vand eller umiddelbart over vandlinien, udvikler stængler med grønlige 2-6-blomstrede aks. Frugtens griffelbasis er jævnt tilspidset. Fra rosettens bund udgår spinkle, hvidlige rødder.
Lav kogleaks kan forveksles med små individer af nåle-sumpstrå, men har i modsætning til denne udadkrummede skud, løgformede vinterknolde og spids griffelbasis.

## Voksested
Lav kogleaks vokser på leret og sandet bund ved lavvandede kyster i fjorde og bugter. Den kendes kun fra områder med brakt eller næsten ferskt vand.
Lav kogleaks er kun fundet en halv snes steder her i landet. I dag kendes den med sikkerhed kun fra Ringkøbing Fjord og fra Indfjorden (øst for Bøvling Fjord) ved Nissum Fjord. Den er i rødlisten klassificeret som truet.